# Arthromelodes flosculus
Arthromelodes flosculus (лат.) — вид жуков-ощупников (Pselaphinae) из семейства стафилиниды. Эндемик Тибета.

## Распространение
Китай, Тибет, Тибетский автономный район, Mêdog County, nr. Guoguotang Great Ben, 29°18’39.35”N, 95°16’25.75”E, на высоте 1180 м.

## Описание
Мелкие коротконадкрылые жуки. Длина тела 2,6 мм. Основная окраска красновато-коричневая. Основные отличия от близких видов: голова ce,прямоугольная в основании; темя с полной реверсивной У-образной бороздой, соединяющей вершинные ямки. Голова, переднеспинка, надкрылья и брюшко с несколькими длинными утолщенными прямостоячими волосками и нормальными волосками. Ноги простые, без модификаций. Тергит 1 (IV) сильно модифицирован, состоит из центральной полости, заполненной специализированными трихомами, медиобазального бугорка и боковых сетчатых пятен. Эдеагус сильно асимметричен; срединная доля с крупной базальной капсулой и отверстием, дорсальная доля удлиненная и сильно закрученная в 1/2 апикальной части.

## Систематика и этимология
Вид был впервые описан в 2022 году китайским энтомологом Zi-Wei Yin (Shanghai Normal University, Шанхай, Китай). Таксон Arthromelodes alpitorus легко отличается от всех известных сородичей по уникальному строению модификаций самцов на тергите 1 (IV), а также по форме эдеагуса. Исключительно длинные волоски по заднелатеральным краям головы, латеральным краям переднеспинки и диска надкрылий являются общими с A. lotus. Но в остальном эти два вида легко разделить благодаря более крупным размерам тела, значительно более вытянутым усикам, а также совершенно иной форме и строению тергальной модификации самца и эдеагуса A. flosculus. Видовой эпитет «flosculus» (маленький цветок, цветочный орнамент) относится к цветочной модификации 1 (IV) тергита самца нового вида.